# Internationaler Währungsfonds
Der Internationale Währungsfonds (IWF; englisch International Monetary Fund, IMF; auch bekannt als Weltwährungsfonds) ist eine rechtlich, organisatorisch und finanziell selbständige Sonderorganisation der Vereinten Nationen mit Sitz in Washington, D.C., USA.
Hauptaufgabe des IWF ist die Vergabe von Krediten an Länder ohne ausreichende Währungsreserven, die in Zahlungsbilanzschwierigkeiten geraten sind. Weitere Tätigkeitsfelder sind die Förderung der internationalen Zusammenarbeit in der Währungspolitik, Ausweitung des Welthandels, Stabilisierung von Wechselkursen, Überwachung der Geldpolitik und technische Hilfe.
Der IWF und seine Schwesterorganisation Weltbank haben ihren Ursprung im 1944 geschaffenen Bretton-Woods-System fester Wechselkurse, das auf der damals mit Gold gedeckten Leitwährung US-Dollar beruhte. Sie waren als internationale Steuerungsinstrumente geplant, mit denen eine Wiederholung der Währungsturbulenzen der Zwischenkriegszeit und der Fehler des Goldstandards aus den 1920er Jahren verhindert werden sollte. Beide Organisationen werden daher als Bretton-Woods-Institution bezeichnet. Die Kreditvergabe des IWF ist an wirtschaftspolitische Auflagen geknüpft, die die Rückzahlung der Kredite sichern sollen. Anders als der IWF vergibt die Weltbank auch Kredite für spezielle Projekte.
Der IWF hat 191 Mitgliedstaaten, deren Stimmrecht sich an ihrem Kapitalanteil orientiert. Die Mitgliedstaaten mit den größten Stimmanteilen sind: USA 16,49 %, Japan 6,14 %, China 6,08 %, Deutschland 5,31 %, Frankreich 4,03 %, Vereinigtes Königreich 4,03 % und Italien 3,02 %. Von den deutschsprachigen Ländern haben außerdem Belgien 1,30 %, die Schweiz 1,17 %, Österreich 0,81 %, Luxemburg 0,29 % und Liechtenstein 0,05 % Stimmenanteile.
Beschlüsse müssen im IWF mit einer Mehrheit von 85 % getroffen werden. Dadurch verfügen jeweils die USA allein und die EU-Staaten gemeinsam de facto über eine Sperrminorität.

## Geschichte
Vor dem Hintergrund der negativen währungspolitischen Erfahrungen in den 1930er Jahren verhandelten insbesondere Großbritannien (Keynes-Plan) und die USA (White-Plan) über ein neues internationales Währungssystem, das schließlich mit der Konferenz in Bretton Woods, einer Kleinstadt im US-Bundesstaat New Hampshire, unter Teilnahme von 44 Nationen erfolgreich abgeschlossen wurde. Diese für den Wiederaufbau des Weltwirtschaftssystems entscheidenden Verhandlungen dauerten vom 1. Juli 1944 bis zum 22. Juli 1944, wo sich die USA (unter White) gegen den Plan von John Maynard Keynes im Bretton-Woods-System durchsetzten. Infolgedessen wurde der US-Dollar zur neuen Leitwährung in der Weltwirtschaft, während Keynes eine neue Kunstwährung schaffen wollte. Weitere Merkmale waren feste Wechselkurse, die Goldkonvertibilität der Währungen über den Tausch in US-Dollar und möglichst freier Handel. Der Goldstandard des Dollar galt bis 1971 (Nixon-Schock), die festen Wechselkurse bis 1973.
Als institutionelles Zentrum des neuen Systems wurde der IWF im Dezember 1945 durch eine internationale Übereinkunft gegründet. Einige zuvor exklusiv nationale Entscheidungsrechte wurden auf ihn übertragen. Er nahm im Mai 1946 erste Arbeiten auf. Seine eigentliche operative Tätigkeit begann ab dem 1. März 1947. Belgien und Luxemburg zählen zu den Gründungsmitgliedern. Nach einem Beschluss des Bundestages vom 28. Juli 1952 trat die Bundesrepublik Deutschland dem IWF am 14. August 1952 bei. Der Beitritt der Schweiz erfolgte am 29. Mai 1992.

## Organisation
Der IWF hat etwa 2700 Mitarbeiter aus 147 Staaten.
Der IWF wird von einem geschäftsführenden Direktor geleitet und verfügt über folgende Organe:
- Gouverneursrat (Board of Governors) als oberstem Gremium, bestehend aus einem Vertreter (Governor) je Mitgliedstaat – meist der Finanzminister oder (seltener) der Leiter der Zentralbank. Die Stimmen sind je nach Mitgliedstaat gewichtet, wobei in erster Linie die Quote das Stimmgewicht jedes Staates bestimmt.
- Internationaler Währungs- und Finanzausschuss (International Monetary and Financial Committee, IMFC) als Beratungsgremium für den Gouverneursrat, bestehend aus Vertretern der Länder oder Ländergruppen, die im Exekutivdirektorium vertreten sind
- Exekutivdirektorium (Executive Board) als Gremium, das die Tagesgeschäfte des Fonds führt. Es besteht aus 24 Mitgliedern.[15] Die Stimmgewichte jedes Exekutivdirektors sind nach den Stimmanteilen der von ihm vertretenen Staaten gewichtet.
- Entwicklungsausschuss (Development Committee) als Beratungsgremium für entwicklungspolitische Fragen
- IWF-Verwaltungsgericht (IMF Administrative Tribunal) als Gericht, das über arbeitsrechtliche Streitigkeiten zwischen IWF und seinen Mitarbeitern entscheidet (wegen der Immunitäten und Privilegien des IWF als internationaler Organisation unterliegen die Arbeitsverhältnisse der Mitarbeiter nicht nationalem Arbeitsrecht)

### Geschäftsführende Direktoren
Gemäß einer informellen Vereinbarung zwischen den USA und einigen westeuropäischen Ländern ist der Direktor des IWF immer ein Europäer, während die einflussreiche Position des ersten stellvertretenden Direktors (First Deputy Managing Director) von einem US-Amerikaner besetzt wird.
Liste der geschäftsführenden Direktoren (englisch Managing Director):
| Amtszeit          | Amtszeit           | Herkunftsland | Name                   |
| Beginn            | Ende               | Herkunftsland | Name                   |
| ----------------- | ------------------ | ------------- | ---------------------- |
| 6. Mai 1946       | 5. Mai 1951        | Belgien       | Camille Gutt           |
| 3. August 1951    | 3. Oktober 1956    | Schweden      | Ivar Rooth             |
| 21. November 1956 | 5. Mai 1963        | Schweden      | Per Jacobsson          |
| 1. September 1963 | 31. August 1973    | Frankreich    | Pierre-Paul Schweitzer |
| 1. September 1973 | 16. Juni 1978      | Niederlande   | Johan Witteveen        |
| 17. Juni 1978     | 15. Januar 1987    | Frankreich    | Jacques de Larosière   |
| 16. Januar 1987   | 14. Februar 2000   | Frankreich    | Michel Camdessus       |
| 1. Mai 2000       | 4. März 2004       | Deutschland   | Horst Köhler           |
| 7. Juni 2004      | 31. Oktober 2007   | Spanien       | Rodrigo Rato           |
| 1. November 2007  | 18. Mai 2011       | Frankreich    | Dominique Strauss-Kahn |
| 5. Juli 2011      | 12. September 2019 | Frankreich    | Christine Lagarde      |
| 1. Oktober 2019   |                    | Bulgarien     | Kristalina Georgiewa   |

Im Jahr 2000 gelangte mit Horst Köhler zum ersten Mal ein Deutscher an die Spitze des IWF. Im März 2004 trat Köhler vorzeitig zurück, nachdem er von CDU, CSU und FDP als Kandidat für die Wahl des deutschen Bundespräsidenten 2004 nominiert wurde. Nachfolger an der Spitze des IWF wurde der ehemalige spanische Wirtschaftsminister Rodrigo Rato. Er konnte sich damit gegen eine Reihe weiterer Kandidaten (darunter der Spanier José Manuel González-Páramo, der Belgier Peter Praet und der Ire Michael Tutty) durchsetzen.
Am 28. Juni 2007 kündigte Rodrigo Rato überraschend an, dass er sein Amt nach der Jahrestagung im Oktober 2007 aus privaten Gründen vorzeitig niederlegen werde. Zu seinem Nachfolger wurde der ehemalige französische Finanzminister Dominique Strauss-Kahn gewählt. Am 18. Mai 2011 trat Strauss-Kahn infolge eines Vergewaltigungsvorwurfs zurück; der stellvertretende geschäftsführende Direktor John Lipsky übernahm vorübergehend das Amt.
Ende Juni 2011 wählte der IWF Christine Lagarde als Nachfolgerin. Sie trat ihren Posten am 5. Juli 2011 an. Nachdem Lagarde im Juli 2019 von den EU-Staats- und -Regierungschefs als künftige Präsidentin der Europäischen Zentralbank (EZB) vorgeschlagen wurde, stellte sie ihr Amt als IWF-Präsidentin vorübergehend ruhend und trat am 12. September 2019 zurück. Interimistisch führte der US-Amerikaner David Lipton die Agenden des IWF-Präsidenten aus. Am 2. August 2019 nominierten die Finanzminister der Europäischen Union die Bulgarin Kristalina Georgiewa als Kandidatin für das Amt der geschäftsführende Direktorin. Anfang September 2019 stimmte der Gouverneursrat des IWF einer Abschaffung der bis zu diesem Zeitpunkt in der Satzung verankerten Altersgrenze von 65 Jahren für die Ernennung von geschäftsführenden Direktoren zu. Damit konnte die zu diesem Zeitpunkt bereits 66-jährige Kristalina Georgiewa am 25. September 2019 durch das Exekutivdirektorium als geschäftsführende Direktorin ernannt werden. Sie trat das Amt zum 1. Oktober 2019 an.

### Stellvertretende geschäftsführende Direktoren
Von 1949 bis 1994 gab es einen stellvertretenden geschäftsführenden Direktor (englisch Deputy Managing Director), 1994 wurden drei stellvertretende geschäftsführende Direktoren eingeführt und zurzeit gibt es vier stellvertretende geschäftsführende Direktoren.
Liste ehemaliger stellvertretender geschäftsführender Direktoren, wobei erste stellvertretende geschäftsführende Direktoren (englisch First Deputy Managing Director) durch den Zusatz „(1.s.g.D.)“ gekennzeichnet sind:
| Amtszeit          | Amtszeit          | Name                        |
| Beginn            | Ende              | Name                        |
| ----------------- | ----------------- | --------------------------- |
| 9. Februar 1949   | 24. Januar 1952   | Andrew N. Overby            |
| 16. März 1953     | 31. Oktober 1962  | H. Merle Cochran            |
| 1. November 1962  | 28. Februar 1974  | Frank A. Southard, Jr.      |
| 1. März 1974      | 31. Mai 1984      | William B. Dale             |
| 1. Juni 1984      | 1. September 1994 | Richard D. Erb              |
| 1. Juli 1994      | 31. Januar 1997   | Prabhakar Narvekar          |
| 1. Juli 1994      | 31. Juli 1999     | Alassane Ouattara           |
| 1. September 1994 | 31. August 2001   | Stanley Fischer (1.s.g.D.)  |
| Februar 1997      | Januar 2004       | Shigemitsu Sugisaki         |
| Dezember 1999     | Juni 2003         | Eduardo Aninat              |
| 1. September 2001 | 31. August 2006   | Anne O. Krueger (1.s.g.D.)  |
| 1. August 2003    | Oktober 2006      | Agustín Carstens            |
| 2. Februar 2004   | Februar 2010      | Takatoshi Kato              |
| 1. September 2006 | 31. August 2011   | John Lipsky (1.s.g.D.)      |
| 1. September 2011 | 28. Februar 2020  | David Lipton (1.s.g.D.)     |
| 12. März 2020     | 21. Januar 2022   | Geoffrey Okamoto (1.s.g.D.) |
| 21. Januar 2022   |                   | Gita Gopinath (1.s.g.D.)    |

Stellvertretende geschäftsführende Direktoren sind zurzeit:
- Gita Gopinath (seit dem 21. Januar 2022, erste stellvertretende geschäftsführende Direktorin)
- Antoinette Sayeh (seit dem 25. Februar 2020)
- Kenji Okamura (seit dem 3. Dezember 2021)
- Bo Li (seit dem 23. August 2021)

### Sonstige Führungskräfte
Vom 1. Januar 2019 bis zum 21. Januar 2022 hatte die indisch-amerikanische Volkswirtin Gita Gopinath, die zuvor Inhaberin des John-Zwaanstra-Lehrstuhls für Internationale Studien und Volkswirtschaftslehre an der Harvard University war, als Nachfolgerin von Maurice Obstfeld das Amt der Chefökonomin des IMF inne. Sie war die erste Frau auf dieser Position. Seit 2022 ist Pierre-Olivier Gourinchas Chefökonom des IWF.

## Mitgliedstaaten
191 Staaten sind Mitglied im IWF, darunter alle Mitgliedstaaten der Vereinten Nationen außer Kuba, Monaco und Nordkorea. Kosovo, welches kein Mitglied der UN ist, trat 2009 dem IWF bei. Als 189. Mitgliedsstaat wurde zum 12. April 2016 der Inselstaat Nauru aufgenommen. Andorra trat dem IWF am 16. Oktober 2020 als 190. Mitgliedsstaat bei. Am 21. Oktober 2024 folgte Liechtenstein als 191. Mitgliedstaat.

### Anteile und Stimmrechte der Mitgliedstaaten
Im Oktober 2010 haben die G20-Finanzminister beschlossen, dass die Stimmanteile der zu der Zeit 187 Mitgliedstaaten zugunsten von Entwicklungs- und Schwellenländern umverteilt und die flexibel verfügbaren Finanzmittel des Fonds verdoppelt werden sollen. Dies sei „die wichtigste Reform der IWF-Führung seit seiner Gründung“, so der damalige geschäftsführende Direktor Dominique Strauss-Kahn. Die Reformen traten im Januar 2016 in Kraft.
Laut der Satzung des IWF muss dessen Sitz im Land mit den meisten Stimmrechten unterhalten werden.
Der Stimmenanteil der 19 Euro-Staaten beträgt 21,43 Prozent. Die Europäische Kommission hat vorgeschlagen, dass die Euro-Staaten ihre Stimmen zusammenfassen.
Die Schweiz hat 1992 mit zentralasiatischen Staaten und Polen die Stimmrechtsgruppe Helvetistan gegründet.
Anteile und Stimmrechte sowie Gouverneure der Mitgliedstaaten mit den zwanzig größten Stimmenanteilen (Stand August 2025):
| IWF-Mitgliedstaat                | Kapitalanteil: SZR in Millionen | Kapitalanteil: in Prozent | Gouverneur                  | stellv. Gouverneur          | Stimmen: Anzahl | Stimmen: in Prozent |
| -------------------------------- | ------------------------------- | ------------------------- | --------------------------- | --------------------------- | --------------- | ------------------- |
| Vereinigte Staaten               | 82.994,2                        | 17,42                     | Michael Kaplan              | vakant                      | 831.394         | 16,49               |
| Japan                            | 30.820,5                        | 6,47                      | Katsunobu Katō              | Kazuo Ueda                  | 309.657         | 6,14                |
| Volksrepublik China              | 30.482,9                        | 6,40                      | Gongsheng Pan               | Changneng Xuan              | 306.281         | 6,08                |
| Deutschland                      | 26.634,4                        | 5,59                      | Joachim Nagel               | Lars Klingbeil              | 267.796         | 5,31                |
| Frankreich                       | 20.155,1                        | 4,23                      | Éric Lombard                | François Villeroy de Galhau | 203.003         | 4,03                |
| Vereinigtes Königreich           | 20.155,1                        | 4,23                      | Rachel Reeves               | Andrew Bailey               | 203.003         | 4,03                |
| Italien                          | 15.070,0                        | 3,16                      | Giancarlo Giorgetti         | Fabio Panetta               | 152.152         | 3,02                |
| Indien                           | 13.114,4                        | 2,75                      | Nirmala Sitharaman          | Sanjay Malhotra             | 132.596         | 2,63                |
| Russland                         | 12.903,7                        | 2,71                      | Anton Siluanow              | Elwira Nabiullina           | 130.489         | 2,59                |
| Brasilien                        | 11.042,0                        | 2,32                      | Fernando Haddad             | Gabriel Galípolo            | 111.872         | 2,22                |
| Kanada                           | 11.023,9                        | 2,31                      | François-Philippe Champagne | Tiff Macklem                | 111.691         | 2,22                |
| Saudi-Arabien                    | 9.992,6                         | 2,10                      | Mohammed al-Dschadan        | Ayman Alsayari              | 101.378         | 2,01                |
| Spanien                          | 9.535,5                         | 2,00                      | Carlos Cuerpo               | José Luis Escrivá           | 96.807          | 1,92                |
| Mexiko                           | 8.912,7                         | 1,87                      | Edgar Amador Zamora         | Victoria Rodriguez Ceja     | 90.579          | 1,80                |
| Niederlande                      | 8.736,5                         | 1,83                      | Olaf Sleijpen               | Jasper Wesseling            | 88.817          | 1,76                |
| Südkorea                         | 8.582,7                         | 1,80                      | Koo Yun-cheol               | Rhee Chang-yong             | 87.279          | 1,73                |
| Australien                       | 6.572,4                         | 1,38                      | Jim Chalmers                | Jenny Wilkinson             | 67.176          | 1,33                |
| Belgien                          | 6.410,7                         | 1,35                      | Pierre Wunsch               | Jan Jambon                  | 65.559          | 1,30                |
| Schweiz                          | 5.771,1                         | 1,21                      | Martin Schlegel             | Karin Keller-Sutter         | 59.163          | 1,17                |
| Türkei                           | 4.658,6                         | 0,98                      | Mehmet Şimşek               | Fatih Karahan               | 48.038          | 0,95                |
| Weitere deutschsprachige Länder: |                                 |                           |                             |                             |                 |                     |
| Österreich                       | 3.932,0                         | 0,83                      | Robert Holzmann             | Edeltraud Stiftinger        | 40.772          | 0,81                |
| Luxemburg                        | 1.321,8                         | 0,28                      | Gilles Roth                 | Gaston Reinesch             | 14.670          | 0,29                |
| Liechtenstein                    | 100,0                           | 0,02                      | Brigitte Haas               | Mario Gassner               | 2.452           | 0,05                |

## Aufgaben und Ziele
Wenn ein Mitglied in Zahlungsschwierigkeiten gerät, kann es beim IWF Hilfe beanspruchen – der IWF ist also Kreditgeber letzter Instanz. Die Rechnungslegungseinheit des IWF ist das Sonderziehungsrecht (SZR).
Der IWF vergibt unter bestimmten Auflagen befristete Kredite an Staaten, die unter wirtschaftlichen Problemen leiden, z. B. Rumänien (2008), Argentinien, Griechenland und Irland (2010).
Bedingungen für die Gewährung von Krediten sind zum Beispiel: Kürzung der Staatsausgaben, niedrige Inflation, Steigerung des Exports sowie Liberalisierung des Bankenwesens.
Die den Staaten auferlegten Bedingungen in Form von Strukturanpassungsprogrammen (SAP) können zum Beispiel Privatisierung von öffentlichen Einrichtungen wie Sparkassen, Elektrizitäts- und Wasserversorgung, Telekommunikation usw. sowie Entlassung von bestimmten Gruppen von Mitarbeitern vorsehen.
Darüber hinaus unterstützt der IWF Entwicklungsländer in Afrika, Asien und Südamerika bei der Erarbeitung von Wachstums- und Wohlstandkonzepten und fördert diese durch direkte Geldhilfen der gebenden Mitgliedstaaten. Ebenso wie die Kreditvergabe ist auch die Entwicklungszusammenarbeit oft an Bedingungen der Good Governance (Korruptionsabbau, Demokratie, …) und der Liberalisierung gekoppelt.

### Ziele
- Förderung der internationalen Zusammenarbeit in der Währungspolitik
- Ausweitung des Welthandels
- Stabilisierung internationaler Finanzmärkte
- Vergabe kurzfristiger Kredite zum Ausgleich von Zahlungsdefiziten
- Überwachung der Geldpolitik
- Sicherung des laufenden internationalen Zahlungsverkehrs vor staatlichen Beschränkungen des freien Devisenverkehrs
- Technische Hilfe
- Beteiligung an Maßnahmen des Währungsunion-Finanzstabilitätsgesetzes

### Mittel zur Zielerreichung
Jeder Mitgliedstaat bekommt eine so genannte Quote zugewiesen.
Nach dieser Quote richten sich:
- die Einzahlungsverpflichtungen (in Gold, Devisen und Landeswährung)
- die Sonderziehungsrechte (Abkürzung SZR; Inanspruchnahme eines Kredites)
- das Stimmrecht eines Landes im IWF
- Umfang der Kreditvergabe

Wenn ein Land in Zahlungsschwierigkeiten kommt, kann es finanzielle Hilfe vom IWF beanspruchen (Inanspruchnahme eines Kredites).
Es kann auf Antrag beim IWF die Währung eines anderen Landes gegen Gold oder Landeswährung kaufen.
Dies bezeichnet man als Ziehung.
Die Inanspruchnahme eines Kredites ist an bestimmte Bedingungen gekoppelt, die das jeweilige Land zu erfüllen hat. Diese werden als Strukturanpassungsprogramme (SAP) bezeichnet.
Ein SAP könnte z. B. so aussehen:
- Kürzung von Staatsausgaben
- Ziel einer niedrigen Inflation und einer Steigerung des Exports
- Liberalisierung des Bankenwesens
- Privatisierung von öffentlichen Einrichtungen (Sparkassen, Elektrizitätswerken, Wasserwerken, Telekommunikation)

Es gibt seit 1969 sogenannte Sonderziehungsrechte (SZR).
Ein Mitgliedsstaat hat das Recht, sich unter Einschaltung des IWF Devisen zu kaufen. Für die Devisen darf der Mitgliedsstaat mit SZR zahlen.
Bei den SZR handelt es sich um eine Art Weltgeld im Zahlungsverkehr der Zentralbanken.
- SZR werden in bestimmter Höhe zugeteilt.
- Für die SZR müssen Zinsen an den Fonds bezahlt werden.
- SZR erweitern die internationale Liquidität beträchtlich.
- Bei jeder Erhöhung der SZR wird geprüft, ob weltweit ein inflationsneutraler Bedarf besteht.

Beispiel: Wenn z. B. die Türkei (Schwellenland) sich an den IWF wendet, weil sie zum Ausgleich der passiven Leistungsbilanz Devisen benötigt, dann bestimmt der IWF ein Land – beispielsweise die USA – mit hohen Devisenreserven. Die USA verkaufen daraufhin der Türkei Devisen gegen SZR.

## Konditionalität
Ursprünglich war der IWF so ausgelegt, dass die Mitgliedstaaten bei Vorhandensein entsprechender Voraussetzungen (z. B. Zahlungsbilanzprobleme) automatisch das Recht hatten, IWF-Kredite zu erhalten. Nach dem Koreakrieg kollabierten die Preise für Rohstoffe jedoch, was Zahlungsbilanzkrisen in einzelnen Mitgliedstaaten auslöste. Zu dieser Zeit wurde die Konditionalität eingeführt, d. h. die entsprechenden Staaten hatten nicht mehr das Recht auf IWF-Kredite, vielmehr wurden die Kredite abhängig gemacht von der Erfüllung bestimmter Bedingungen, damals z. B. die Elimination von Devisenkontrollen und die Liberalisierung von Handelshemmnissen. Auch die Unterteilung des Kreditbezugs in einzelne Phasen wurde erstmals eingeführt, mit Krediten an Chile im Jahre 1956 und an Haiti im Jahre 1958. Jede einzelne Phase wurde von der Erfüllung von Bedingungen abhängig gemacht, die während der vorherigen Phase erfüllt werden mussten. Solche Bedingungen wurden in der jeweiligen Absichtserklärung („letter of intent“), die praktisch Vertragsnatur hatten, vorher festgelegt.
Konditionalität war eine Initiative der USA, die zunächst von anderen Staaten abgelehnt wurde. Diese Staaten standen auf der Position, dass das Recht auf IWF-Kredite automatisch den betroffenen Regierungen zustehe, ganz in dem Geiste der „Articles of Agreement“, dem Gründungsdokument des IWF.
Der Exekutivdirektor der USA legte sein Veto ein, wenn IWF-Kredit-Anträge nicht dieser Idee der Konditionalität entsprachen. Dies führte dazu, dass sich IWF-Kredit-Antragsteller nicht mehr an den IWF, sondern zuerst an die USA wandten. Damit war die Konditionalität in die IWF-Praxis eingeführt.

## Kreditnehmer
In der „Sterlingkrise“, einer Währungskrise von März bis November 1976, fiel das Britische Pfund trotz hoher Standby-Kredite der anderen Zentralbanken an die Bank of England von über 2 bis auf 1,56 US-Dollar. Trotz großer Bemühungen des Premierministers James Callaghan musste Großbritannien Hilfe des IWF in Anspruch nehmen und zusagen, dessen Auflagen zu erfüllen.
Bis zum Jahr 1977 waren Entwicklungsländer wie Industrieländer relativ gleichermaßen Kreditnehmer des IWF, beispielsweise war Großbritannien einer der größten Kreditnehmer. Bis dahin wurde die Konditionalität gegenüber Großbritannien nicht angewandt (Großbritannien war einer der Gründungsstaaten des IWF). Das änderte sich jedoch nach der mehrfachen Abwertung des Sterlings, zum ersten Mal sollte der IWF dem Staat Großbritannien wesentliche Bedingungen wie Verringerung von Sozialleistungen und Abschaffung von Importkontrollen auferlegen, als er 1977 einen Antrag wegen eines Stand-by-Kredites stellte. Das führte dazu, dass ab diesem Zeitpunkt der IWF als die „letzte Instanz, an die man sich wegen Krediten wenden sollte“ angesehen wurde, da diese Einmischung in nationale (Wirtschafts-)Politik durch andere Regierungen (insbesondere der USA, deren Finanzminister William E. Simon meinte, dass Länder wie Großbritannien einen „internationalen Verhaltenskodex“ mit ihrer Wirtschaftspolitik brechen würden) als sehr unpopulär angesehen wird. Seit diesem Zeitpunkt stellte kein Industrieland mehr einen Antrag auf IWF-Kredite. Erst 2010 beantragten Griechenland und Irland einen IWF-Kredit.
Nach Ansicht des Geographie-Professors Richard Peet wandelte sich der IWF erst damit von einer Form der Zusammenarbeit in Hinblick auf Wechselkurse und internationale Zahlungen, die hauptsächlich zwischen den Industrieländern stattfand, zu einer Form der Kontrolle der Wirtschaftspolitik der „Dritten Welt“ durch die „Erste Welt“. Dieser Ansicht widersprechen viele Fachleute (zum Teil massiv), denn der IWF sei ein Spiegelbild seiner Mitglieder und ihrer wirtschaftlichen Verhältnisse.

### Größte Kreditnehmer
Die 10 größten Kreditnehmer des IWF waren im Jahr 2022 laut Daten der Weltbank:
| Land                | Genutzte Kredite in Mrd. US-Dollar |
| ------------------- | ---------------------------------- |
| Argentinien         | 52,290                             |
| Volksrepublik China | 48,185                             |
| Russland            | 24,008                             |
| Indien              | 22,023                             |
| Ägypten             | 21,753                             |
| Brasilien           | 17,927                             |
| Mexiko              | 15,163                             |
| Ukraine             | 14,434                             |
| Pakistan            | 11,522                             |
| Südafrika           | 10,329                             |

## Kritik
Dem IWF wird vorgeworfen, durch die an die Kreditvergabe geknüpften Bedingungen in vielen Ländern die bestehenden Sozialsysteme zu zerstören. Für Kritiker gelten „die geforderten Sparprogramme und Einschnitte in Sozialprogramme […] für die Menschen in Entwicklungsländern [als] unzumutbar und [seien zudem] für das Wachstum schädlich.“
Der Träger des Wirtschaftsnobelpreises und ehemalige Chefökonom der Weltbank Joseph E. Stiglitz kritisiert in seinem Buch Die Schatten der Globalisierung den IWF für die seiner Meinung nach „blinde“ Verfolgung des Washington Consensus und das Vorgehen der Organisation während der Überführung der osteuropäischen Zentralverwaltungswirtschaften in marktwirtschaftliche Systeme. Der damalige Chefökonom des IWF, Kenneth S. Rogoff, antwortete in einem offenen Brief auf Stiglitz’ Kritik. William Easterly wirft dem IWF fehlende Legitimation und Rechenschaftspflichten vor. Ursächlich sei der durch das Bretton-Woods-Abkommen nicht abgesicherte Aufgabenzuwachs im Zeitablauf. Easterly vertritt zudem die These, dass die Strukturanpassungs- und Transformationspolitik des Internationalen Währungsfonds den betroffenen Volkswirtschaften eher geschadet als genutzt habe.
Insbesondere von globalisierungskritischen Bewegungen wird dem IWF ein Demokratiedefizit attestiert. Der IWF sei letztlich ein Machtinstrument der reichen Industrienationen, Entwicklungsländer hätten hingegen im IWF zu wenig Einfluss. Auf der konservativen Seite wird diese Dominanz oft damit gerechtfertigt, dass die hochindustrialisierten Länder den IWF finanziell stärker tragen würden (money buys votes). Wie allerdings der IWF selbst 2001 feststellte, werden seine eigenen administrativen Ausgaben und Ziel-Unternehmensergebnisse effektiv nicht von den hoch industrialisierten Gläubigerstaaten finanziert, sondern von den Schuldnerstaaten. Zahlten 1982 die Schuldnerstaaten noch etwa 28 % und die Gläubigerstaaten 72 % der IWF-Beiträge, so glich sich dieses Verhältnis in den 1990er Jahren aus und drehte sich bereits 2002 um, sodass die Schuldnerstaaten nun 75 % und die Gläubiger 25 % beitrugen. 2010 kamen die G20 auch darin überein, einigen Schwellenländern im IWF mehr Stimmrecht zuzubilligen; nach der Einzahlung der Quotenerhöhungen durch diese Länder soll die Revision der Quoten auf der Jahresversammlung 2017 vorgenommen werden.
Der Vorwurf des Demokratiedefizits betrifft in einem anderen Sinne auch die Unterstützung „pro-westlicher“ und/oder antikommunistischer Militärdiktaturen insbesondere zur Zeit des Kalten Kriegs; genannt werden können hier z. B. Mobutu in Zaire, Pinochet in Chile, Ceausescu in Rumänien, die Anti-Goulart-Putschisten in Brasilien etc. Die IWF-Maßstäbe sind tatsächlich indifferent gegenüber demokratischen Normen (etwa Menschen- und Freiheitsrechten, Rechtsstaatlichkeit, Transparenz, Arbeitsrechten und sozialen Mindeststandards), insofern ihm diese nicht als explizite Orientierungsgrundlage dienen, somit im Zweifelsfall sogar noch als Hindernisse bei der Umsetzung der währungspolitischen Ziele mittels Strukturanpassungsmaßnahmen gelten können. Befürworter der IWF merken hierbei an, dass seine Maßnahmen ökonomische Stabilität gewährleisteten und jene eine Bedingung funktionierender Demokratien darstellten. Es gibt allerdings ebenfalls Beispiele von Ländern, die, vormals demokratisiert, im Zuge der Gewährung von IWF-Krediten diktatorischer und instabiler wurden.
Im Zusammenhang mit der sich seit 2008 verschärfenden Staatsschuldenkrise in Griechenland ist der IWF unter Druck geraten. Der IWF berichtet selbst über Fehler bei der Rettung Griechenlands. So habe man auch eigene Kriterien gebeugt, um Hilfe zu ermöglichen. Die IWF-Ökonomen Olivier Blanchard und Daniel Leigh stellten in einem Working Paper fest, dass eine wissenschaftliche Fehlannahme in einigen hoch verschuldeten Staaten der EU dazu beigetragen hat, die Schuldenkrise noch zu verschärfen. „Konkret wurde konstatiert, dass ein durch Ausgabensenkungen gesparter Euro das Bruttoinlandsprodukt kaum beeinträchtigen würde – tatsächlich reduzierte es sich aber um 1,5 Euro pro gesparten Euro.“
Jean Ziegler kritisiert, dass der IWF immer dieselben Reformen verordne: Steuerdisziplin, „Haushaltstransparenz“, Liquidierung der öffentlichen Dienste (namentlich Krankenhäuser und Schulen müssen rentabel werden), Privatisierung der nationalen Ressourcen und Industrien. Dabei würde vor allem darauf geachtet, dass kein internationaler Spekulant seine ursprüngliche Einlage verliere. Die Folge sei regelmäßig die Verarmung der Bevölkerung. Jedoch würden die Angestellten des IWF die Folgen ihrer Politik nicht zur Kenntnis nehmen und seien „taub für die Schreie ihrer Opfer“. Die meisten wohnten in den eleganten Vororten Washingtons, hätten an amerikanischen Hochschulen studiert und seien Gefangene des monetaristischen Dogmas, das dort gelehrt würde. Die „einheimischen Bauern, die Ausgestoßenen, die Bettler, die Straßenkinder“ nähmen sie höchstens hinter den getönten Scheiben ihrer Regierungslimousinen wahr, wenn sie nur für wenige Tage in den betroffenen Ländern in Luxushotels wohnten und sich nur mit ausgesuchten Führungspersonen träfen.
Der IWF soll Privilegierten geholfen haben, sich auf Kosten der Allgemeinheit zu bereichern. So gab es eine Liste der 2600 Schwarzgeldkonten von Griechen bei der Schweizer Filiale der Großbank HSBC. „Doch an diesem Punkt“, so berichtet die Anwältin und heutige Parlamentspräsidentin Zoi Konstantopoulou, machte die Troika keinen Druck. „Im Gegenteil, der IWF-Vertreter im Finanzministerium hat den Beamten sogar abgeraten, diese Fälle zu untersuchen“, erfuhr sie von Zeugen in einem Untersuchungsausschuss zum Thema.

## Publikationen
Seit März 2002 publiziert der IWF den vierteljährlich erscheinenden Global Financial Stability Report, der die vorherigen Publikationen International Capital Markets (jährlich seit 1980) und Emerging Market Financing (vierteljährlich seit 2000) ablöste.
Im Vorwort der ersten Ausgabe des Global Financial Stability Report im März 2002 schrieb der damalige geschäftsführende Direktor Horst Köhler: „Die Erfahrungen mit der schnellen Ausdehnung der Finanzmärkte während des vergangenen Jahrzehnts haben die Bedeutung einer laufenden Bewertung der privaten Kapitalflüsse unterstrichen, die zugleich Motor des weltweiten wirtschaftlichen Wachstums und manchmal das Zentrum von krisenhaften Entwicklungen sind.“
Seit März 1996 veröffentlicht der IWF vierteljährlich die Zeitschrift Finance and Development.

## Filme
- Das Weltgericht von Bamako, Spielfilm mit dokumentarischen Gerichtsszenen, Mali, USA, Frankreich 2006, 115 Min., Regie: Abderrahmane Sissako, u. a. mit Danny Glover